# Тоффоли, Тайлер
Тайлер Тоффоли (англ. Tyler Toffoli; род. 24 апреля 1992, Скарборо, Онтарио) — канадский хоккеист, центральный нападающий клуба НХЛ «Сан-Хосе Шаркс». Обладатель Кубка Стэнли 2014 года, двукратный чемпион мира (2015, 2023).

## Биография
Тайлер Тоффоли родился 24 апреля 1992 года в городе Скарборо, провинция Онтарио. Выступал за Toronto Jr. Canadiens в Юниорской хоккейной лиге Онтарио (OJHL). В 2008 году начал играть за команду «Оттава Сиксти Севенс» в Хоккейной лиге Онтарио. На драфте НХЛ в 2010 году во втором раунде был выбран командой «Лос-Анджелес Кингз» по 47-м номером. Однако, 18-летний нападающий был ещё не готов к игре в Национальной хоккейной лиге и провёл ещё два полных сезона в «Оттаве». По итогам сезона 2010/2011 он стал лучшим бомбардиром Хоккейной лиги Онтарио, набрав 108 очков в 68 матчах. Следующий год стал не менее успешных: Тоффоли стал вторым бомбардиром лиги, в 65 играх набрал 100 очков, всего на балла отстав от ставшего лучшим Майкла Сгарбоссы. Всего за четыре сезона в Хоккейной лиге Онтарио Тоффоли провёл 252 матча, в которых набрал 333 очка.
В сезоне 2012/13 Тоффоли заключил контракт с «Лос-Анджелес Кингз» и сразу же был отправлен в «Манчестер Монаркс» — фарм-клуб «Лос-Анджелеса», выступающего в Американской хоккейной лиге (АХЛ). Там Тоффоли выступал весьма успешно: в 58 играх набрал 51 очков и был признан лучшим новичком АХЛ. Весной 2013 года был привлечён в состав «Лос-Анджелес Кингз». Дебютная игра в Национальной хоккейной лиге состоялась 16 марта 2013 в игре против «Сан-Хосе Шаркс». Свой первый гол Тоффоли забил 18 марта 2013 года, во втором своём матче в НХЛ в ворота «Финикса», который закончился победой калифорнийской команды со счётом 4:0. В этой же встрече Тоффоли записал на свой счёт и первую голевую передачу в НХЛ. Всего весной 2013 года Тоффоли провёл 10 матчей в регулярном чемпионате НХЛ (в которых забил 2 гола и отдал три передачи) и 12 игр в серии плей-офф (2 гола, 4 передачи).
На следующий год Тоффоли уже стал игроком основной команды. В регулярном сезоне 2013/14 провёл за «Лос-Анджелес» 62 матча, в которых набрал 21 очко при показателе полезности +21. В плей-офф Тоффоли принял в 26 матчах, в которых записал на свой счёт 14 очков и помог калифорнийскому клубу стать обладателем Кубка Стэнли.
9 января 2015 года Тоффоли был диагностирован мононуклеоз, что заставило хоккеиста пропустить шесть матчей регулярного чемпионата; на лёд он вернулся 31 января в игре против «Чикаго Блэкхокс». А через две недели, 12 февраля 2015 года в матче против «Калгари Флэймз» сделал свой первый в НХЛ хет-трик.
15 февраля 2020 года в матче против «Колорадо Эвеланш» стал первым игроком в истории НХЛ, сделавшим хет-трик в матчах на открытом воздухе, а уже через два дня после этого был обменян в «Ванкувер Кэнакс» на нападающих Тима Шаллера, Тайлера Мэддена, выбор во 2-м раунде драфта 2020 и условный выбор в 4-м раунде драфта 2022.
14 февраля 2022 года был обменян в «Калгари Флэймз» на нападающих Тайлера Питлика, Эмиля Хейнемана, а также пик первого раунда-2022 и пик пятого раунда-2023. Там он воссоединился с главным тренером Дэррилом Саттером, с которым он работал в «Кингз».
27 июня 2023 года был обменян в «Нью-Джерси Девилз» на нападающего Егора Шаранговича и пик третьего раунда-2023.
8 марта 2024 года, в последний день дедлайна, был обменян в «Виннипег Джетс» на пик второго раунда-2025 и пик третьего раунда-2024. 1 июля в качестве свободного агента подписал четырёхлетний контракт с «Сан-Хосе Шаркс» на сумму $24 млн.

### Международная карьера
В 2009 году в составе юношеской сборной провинции Онтарио стал победителем Мирового кубка вызова — ежегодного международного турнира для хоккеистов не старше 17 лет. Сборная Онтарио уверенно прошла весь турнирный путь, одержав шесть побед в шести матчах, а Тоффоли отметился 4 голами и пятью передачами.
В 2015 году на чемпионате мира в Чехии Тоффоли в составе канадской сборной стал обладателем золотых медалей. Сам хоккеист пополнил свою личную статистику двумя голами (на групповом этапе он по разу поразил ворота латвийцев и чехов), а также тремя голевыми передачами.
На чемпионате мира 2023 года в составе канадцев завоевал золотые медали, которые стали вторыми в его карьере; на турнире заработал 6 очков.

## Статистика
| Легенда | Легенда                    | Легенда | Легенда                   | Легенда | Легенда    |
| ------- | -------------------------- | ------- | ------------------------- | ------- | ---------- |
| И       | Количество проведённых игр | Штр     | Штрафное время            | +/−     | Плюс-минус |
| Г       | Голы                       | П       | Голевые передачи          | О       | Очки       |
| -       | Статистика неизвестна      | —       | Статистика не учитывалась |         |            |

## Награды
- 2010/2011 — «Эдди Пауэрс Мемориал Трофи» (награда лучшему бомбардиру Хоккейной лиги Онтарио)
- 2010/2011 — «Джим Мэйхон Мемориал Трофи» (награда лучшему бомбардиру среди правых нападающих Хоккейной лиги Онтарио)
- 2011/2012 — «Джим Мэйхон Мемориал Трофи» (награда лучшему бомбардиру среди правых нападающих Хоккейной лиги Онтарио)
- 2012/2013 — «Дадли (Ред) Гарретт Мемориал Эворд» (награда лучшему новичку Американской хоккейной лиги)
- 2013/2014 — Обладатель Кубка Стэнли в составе «Лос-Анджелес Кингз»
- 2015 — чемпион мира в составе сборной Канады.
- 2023 — чемпион мира в составе сборной Канады.